# Corticaria carbonaria
Corticaria carbonaria es una especie de coleóptero de la familia Latridiidae.

## Distribución geográfica
Habita en California (Estados Unidos).